# جيروذ شرقي
جيروذ شرقي (الاسم العلمي: Neotoma floridana) هي نوع من الحيوانات تتبع جنس الجيروذ من فصيلة الفأرية.